# Климатична класификация на Кьопен
Климатичната класификация на Кьопен е една от най-използваните системи за класификация на климата. За пръв път е публикувана от немския климатолог с кримски произход Владимир Кьопен през 1884 г., като през годините я модифицира, с по-значителни промени, въведени през 1918 и 1936 г. По-късно немският климатолог Рудолф Гайгер сътрудничи на Кьопен относно промени върху климатичната класификация, поради което е известна и с името Климатична класификация на Кьопен–Гайгер.
Системата се основава на идеята, че местната растителност по най-добър начин изразява климата. Поради това границите на климатичните зони са избрани, като се съблюдава разпределението на флората. Те съчетават средните годишни и месечни температури и валежи, както и сезонноста им.:с. 200 – 1
| Af Am Aw |  | BWh BWk BSh BSk |  | Csa Csb |  | Cwa Cwb Cwc |  | Cfa Cfb Cfc |  | Dsa Dsb Dsc Dsd |  | Dwa Dwb Dwc Dwd |  | Dfa Dfb Dfc Dfd |  | ET EF |

## Класификация
В класификацията на Кьопен климатичните типове са разпределени в пет основни групи, които от своя страна се разпределят на подгрупи:
Тропичен климат (Група A)
Характеризира се с постоянни високи температури – средната месечна температура през цялата година е поне 18 °C.
Сух климат (Група B)
Характеризира се с валежи, по-малки от потенциалната евапотранспирация, чиято стойност зависи от средната годишна температура и разпределението на валежите между сезоните.
Умерен климат (Група C)
Характеризира се със средновисоки температури – средна температура за топлото полугодие над 10 °C и минимална средномесечна температура между -3 °C и 18 °C.
Континентален климат (Група D)
Характеризира се с относително ниски температури – максимална средномесечна температура над 10 °C и минимална средномесечна температура под -3 °C.
Полярен климат (Група E)
Характеризира се с много ниски температури – максималната средномесечна температура през цялата година е под 10 °C.